# La Hoz de la Vieja
La Hoz de la Vieja là một đô thị trong tỉnh Teruel, Aragon, Tây Ban Nha. Theo điều tra dân số 2004 (INE), đô thị này có dân số là 108 người.